# Thanatus stripatus
Thanatus stripatus es una especie de araña cangrejo del género Thanatus, familia Philodromidae. Fue descrita científicamente por Tikader en 1980.

## Distribución
Esta especie se encuentra en India.